# Střítež pod Křemešníkem
Střítež pod Křemešníkem település Csehországban, a Pelhřimovi járásban. Střítež pod Křemešníkem Nový Rychnov, Proseč pod Křemešníkem, Vyskytná, Pelhřimov és Olešná településekkel határos. Lakosainak száma 62 fő (2024. január 1.).

## Népesség
A település lakosságának változását az alábbi diagram mutatja:
| Lakosok száma | 205  | 225  | 229  | 130  | 78   | 45   | 62   | 64   | 63   | 62   |
|               | 1869 | 1900 | 1921 | 1961 | 1980 | 2011 | 2016 | 2019 | 2021 | 2024 |